# Pseudoxenodon karlschmidti
Espèce
Synonymes
- Pseudoxenodon sinii Fan, 1931
- Pseudoxenodon popei Gressitt, 1936
- Pseudoxenodon angusticeps sikiangensis Mell, 1931

Statut de conservation UICN

 LC  : Préoccupation mineure
Pseudoxenodon karlschmidti est une espèce de serpents de la famille des Pseudoxenodontidae.

## Répartition
Cette espèce se rencontre :
- en République populaire de Chine dans les provinces du Fujian, du Guangdong, du Guangxi, du Guizhou et du Hainan ;
- dans le nord du Viêt Nam.

## Description
L'holotype de Pseudoxenodon karlschmidti mesure 796 mm dont 143 mm pour la queue. Cette espèce a une tonalité générale gris noirâtre.

## Sous-espèces
Selon The Reptile Database (10 septembre 2013) :
- Pseudoxenodon karlschmidti karlschmidti Pope, 1928
- Pseudoxenodon karlschmidti popei Gressitt, 1936
- Pseudoxenodon karlschmidti sinii Fan, 1931

## Étymologie
Cette espèce est nommée en l'honneur de Karl Patterson Schmidt qui a rapporté à l'American Museum of Natural History de nombreuses collections en provenance d'Asie.

## Publications originales
- Fan, 1931 : Preliminary report of Reptiles from Yaoshan, Kwangsi, China. Bulletin of the Department of Biology College of Science Sun Yatsen University, Canton, no 11, p. 1-154.
- Gressitt, 1936 : New reptiles from Formosa and Hainan. Proceedings of the Biological Society of Washington, vol. 49, p. 117-121 (texte intégral).
- Pope, 1928 : Seven new reptiles from Fukien Province, China. American Museum Novitates, no 320, p. 1-6 (texte intégral).